# Heikertingerella
Heikertingerella là một chi bọ cánh cứng trong họ Chrysomelidae.
Chi này được miêu tả khoa học năm 1940 bởi Csiki.

## Các loài
Các loài trong chi này gồm:
- Heikertingerella adelpha Savini, 1999
- Heikertingerella crassipalpis Savini, 1999
- Heikertingerella dimidiatula Savini, 1999
- Heikertingerella eurynota Savini, 1999
- Heikertingerella excavata Savini, 1999
- Heikertingerella hadrocnemis Savini, 1999
- Heikertingerella juanita Savini, 1999
- Heikertingerella maluengae Savini, 1999
- Heikertingerella mimochirgua Savini, 1999
- Heikertingerella multicolor Savini, 1999
- Heikertingerella paramera Savini, 1999
- Heikertingerella polychroma Savini, 1999
- Heikertingerella prosternalis Savini, 1999
- Heikertingerella pusilla Savini, 1999
- Heikertingerella tamaensis Savini, 1999